# Clot del Jaumet
El Clot del Jaumet és un indret del terme municipal d'Isona i Conca Dellà, a l'antic terme d'Orcau, al Pallars Jussà.
El lloc és a l'extrem nord-oest del terme municipal, a l'extrem nord-est de la vall de Montesquiu, a la riba esquerra de la Noguera Pallaresa, al pantà de Sant Antoni. És al sud-est de l'antic poble de Puig de l'Anell, a la dreta del barranc de la Podega. Discorre paral·lel a la línia de terme municipal, entre Isona i Conca Dellà i Conca de Dalt (antic terme d'Aramunt.
Està emmarcat al nord-est pel Serrat de la Font de la O i al sud-oest pel darrer vessant de la mateixa muntanya de Sant Corneli.